# Zaprionus sexstriatus
Zaprionus sexstriatus är en tvåvingeart som beskrevs av Chassagnard 1996. Zaprionus sexstriatus ingår i släktet Zaprionus och familjen daggflugor. Inga underarter finns listade i Catalogue of Life.